# Serguéi Richter
Serguéi Richter (en hebreo: סרגיי ריכטר‎, en ruso: Сергей Рихтер; Járkov, URSS, 23 de abril de 1989) es un deportista israelí que compite en tiro, en la modalidad de rifle.
En los Juegos Europeos consiguió dos medallas, bronce en Bakú 2015 y oro en Minsk 2019, en la prueba de rifle 10 m. Ganó cinco medallas en el Campeonato Europeo de Tiro entre los años 2013 y 2023.

## Palmarés internacional
| Juegos Europeos    | Juegos Europeos     | Juegos Europeos   | Juegos Europeos  |
| Año                | Lugar               | Medalla           | Prueba           |
| ------------------ | ------------------- | ----------------- | ---------------- |
| 2015               | Bakú (Azerbaiyán)   | Medalla de bronce | Rifle 10 m       |
| 2019               | Minsk (Bielorrusia) | Medalla de oro    | Rifle 10 m       |
| Campeonato Europeo |                     |                   |                  |
| Año                | Lugar               | Medalla           | Prueba           |
| 2013               | Odense (Dinamarca)  | Medalla de oro    | Rifle 10 m       |
| 2020               | Breslavia (Polonia) | Medalla de bronce | Rifle 10 m       |
| 2021               | Osijek (Croacia)    | Medalla de plata  | Rifle 10 m       |
| 2022               | Hamar (Noruega)     | Medalla de oro    | Rifle 10 m mixto |
| 2023               | Tallin (Estonia)    | Medalla de plata  | Rifle 10 m mixto |